# Giuseppe Frattallone
Giuseppe Frattalone (Caltanissetta, 1832 – Firenze, 27 luglio 1874) è stato uno scultore italiano. L'artista ha operato tra la Sicilia e Firenze.

## Biografia
Nacque a Caltanissetta nel 1832 (nel 1833 secondo altri), in una famiglia molto religiosa di artigiani. Il padre Liborio era un falegname ebanista e come lui anche il nonno; rimase orfano a sedici anni. Fin da piccolo ebbe contatti con l’ambiente artistico e religioso della città natale e nel contesto cittadino e familiare si venne a determinare la sua prima formazione artistica.

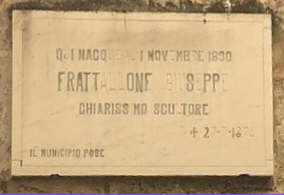
Targa sulla casa natale di Frattallone

Il barone Barile di Turolifi, intuendo le potenzialità artistiche del giovane Frattallone, promosse il suo primo soggiorno a Palermo tra il 1856 e il 1859 dove, frequentando la Regia Accademia, apprese i precetti del canoviano Valerio Villareale e quelli del pittore Salvatore Lo Forte.
Successivamente fu il comune di Palermo nel 1859 che gli finanziò un pensionato artistico per continuare i suoi studi.
Quindi Frattallone si stabilì a Firenze per seguire gli insegnamenti di Giovanni Duprè nell'Accademia di Belle Arti della città, in seguito aprì bottega e si
stabilì definitivamente a Firenze.
Il suo linguaggio fu incline a quel realismo attento alle piccole cose della vita domestica. Nasce così l’Ora di studio che è considerata dai più il suo capolavoro. Moriva a Firenze a soli 42 anni nel 1874.
Tra le altre sue opere sono i busti della Villa Amedeo a Caltanissetta ed alcuni monumenti, in particolare il monumento funebre a Gaetano Scovazzo commissionatogli dal comune palermitano.
Egli è stato un coerente rappresentante della corrente artistica italiana del romanticismo; esprimendosi come un abile testimone di un'espressione realista di contenuti e di toni domestici.

### Periodo nisseno
Il Frattallone ha certamente conosciuto la lezione artistica di Valerio Villareale, che aveva nel 1806 prodotto una statua in onore di Ferdinando I di Borbone a Caltanissetta, statua successivamente restaurata da un congiunto dell'artista.
Grazie al mecenatismo di Giovanni Calogero Barile di Turolifi, Frattallone iniziò a sviluppare le sue abilità artistiche nella sua città natale creando per questa committenza diverse opere.
Subì certamente l'influsso di maestranze di abili plasticisti (adornisti a stucco) e decoratori di chiese attivi nel territorio nisseno.
Il Gesù Bambino per la Cattedrale di Caltanissetta, il Sant’Antonio da Padova per la chiesa di San Francesco di Caltanissetta, l’esile Crocifisso per il coro della chiesa di San Michele Arcangelo, ed infine la scultura di San Luigi Gonzaga per la chiesa di Santa Maria del Suffragio di Santa Caterina Villarmosa, sono opere prodotte durante la sua permanenza nella città natale.

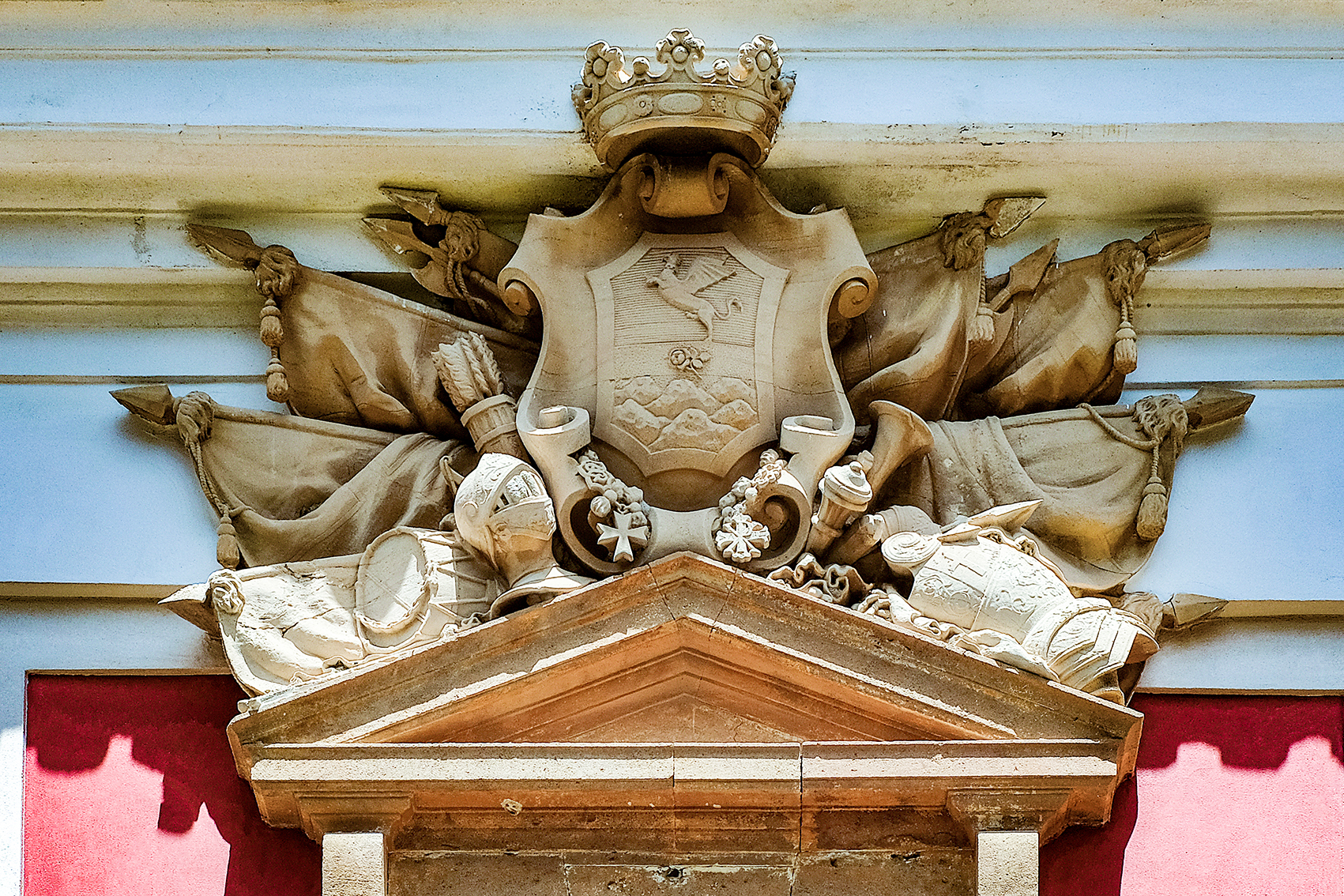
Stemma della famiglia Barile, opera giovanile

Decorò, inoltre, alcuni saloni dei palazzi Barile con stucchi e realizzò in alabastro lo stemma dei Barile, convincendo il barone Giovan Calogero a sostenere e incoraggiare il suo talento con un proprio sostegno economico.

### Periodo palermitano
Nel 1856 era già attivo a Palermo, dove continuò la sua formazione, presso lo studio dello scultore Benedetto De Lisi.
Per la committenza del barone Barile, durante la sua permanenza a Palermo, realizzò l’Acquasantiera della cappella di Santa Germana a Turolifi, quella della chiesa di San Michele, dello Stemma della famiglia Barile sempre a Turolifi, e lo stemma per la Villa Barile a Caltanissetta.
Sono sicuramente realizzati in questo periodo sono i busti in gesso del Barone e della Baronessa Barile attualmente presso Palazzo Moncada a Caltanissetta, opere nelle quali è possibile misurare la crescita artistica dello scultore.  In quegli anni il Frattallone realizzò il San Giovannino, scultura in gesso, e l’Angelo custode, che mostrano la sua raggiunta indipendenza dalle accademie e la sua un’evoluzione artistica.

### Periodo fiorentino

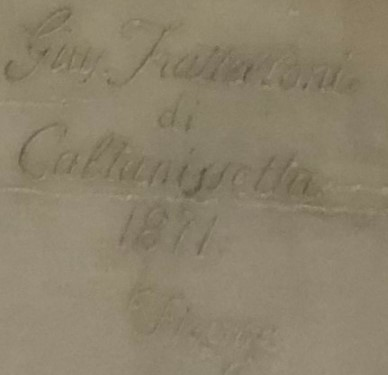
Firma di Frattallone alias Frattalloni

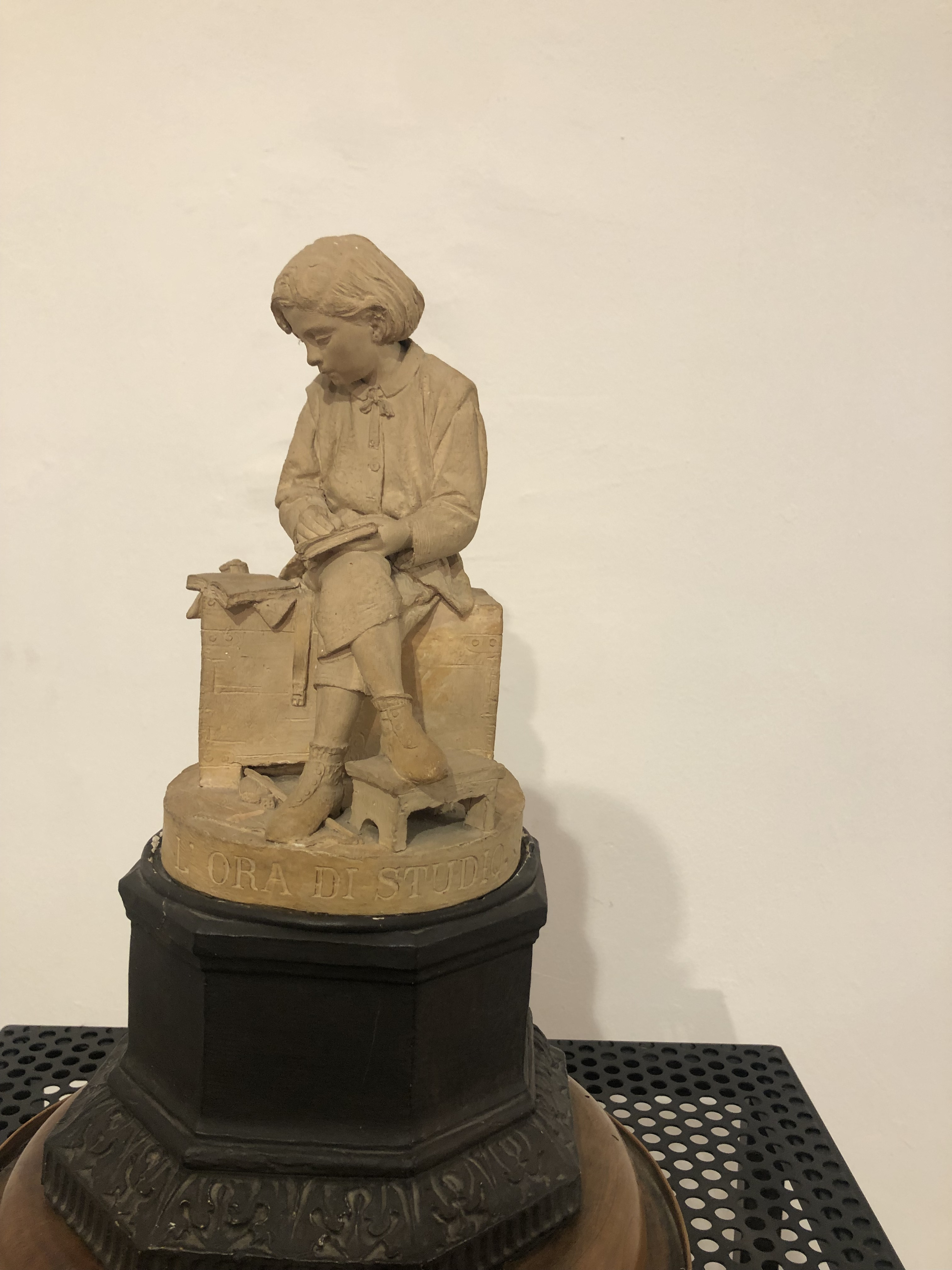
Bozzetto in terracotta dellOra di studio (prop. privata)

Nel 1859 andò a vivere a Firenze, grazie ad una borsa di studio; la sua formazione artistica si completò nello studio di Giovanni Dupré; per poi successivamente, dopo 3 anni, aprire un proprio studio nella città toscana dove operò fino alla sua morte. 
Durante il suo soggiorno fiorentino usava firmarsi: Frattalloni o anche come Frattelloni.
Nel 1863 realizza la piccola statua in terracotta L’ora di studio, e il mezzo Busto di Antonello Gagini in gesso, nel 1864 realizza il bassorilievo Cristo che scaccia i profani dal tempio attualmente a Palermo e la statua in gesso di Antonello Gagini.
Tutte le citate opere ebbero un’accoglienza positiva all'epoca.
Sempre nel 1864 realizza per la famiglia Barile una bellissima fontana a forma di conchiglia, ma purtroppo di questa è arrivata a noi solo la mensola.
Nel 1965 Firenze diventa capitale d’Italia e si celebrano i 600 anni della nascita di Dante Alighieri, per commemorare i quali l’artista realizza un busto del sommo poeta che regalerà alla sua città per la Biblioteca Scarabelli, dove è tuttora.
Nel 1867 nella mostra organizzata dalla “Società dell’incoraggiamento” vinse il primo premio esponendo l'Ora di studio in terracotta. Quindi si decide di offrirne una realizzazione in marmo, come premio, al comune che avesse ottenuto il migliore tasso di scolarità. La statua è stata vinta dal comune di Trapani dov’è tuttora.
Sempre nel 1867 realizzava il progetto in gesso di una fontana a pianta ottagonale.
Nel 1968 realizza il Busto di Filippo Cordova per la città di Caltanissetta e successivamente quello per il monumento funebre a Firenze. Commissionatogli dalla municipalità palermitana, nel 1870 realizzava il Monumento funebre a Gaetano Scovazzo per la chiesa di San Domenico a Palermo, ritenuto il pantheon dei siciliani.
Nel 1870 realizzava la scultura in marmo de l’Ora di studio per Michele Gordigiani affermato artista fiorentino; successivamente nel 1871 realizzava una seconda copia de L’Ora di studio che è attualmente al palazzo Moncada a Caltanissetta insieme a quella che si trova presso il comune di Trapani.
Tra il 1870 al 1872 realizzava i busti in marmo per Caltanissetta di Gioachino Rossini, di Giuseppe Garibaldi, di Vincenzo Bellini, di Giuseppe Mazzini e di Ugo Foscolo per la villa Amedeo nella sua città natale.
Nel 1873, ormai malato, partecipava all’Esposizione Universale di Vienna, con la terza copia della statua in marmo L'Ora di studio.
Muore il 27 luglio 1874, dopo lunga malattia, viene sepolto dai confratelli della Venerabile Arciconfraternita della Misericordia di Firenze nel Cimitero delle Porte Sante.
In punto di morte diede disposizione che tutte le sue opere presenti nello studio fiorentino fossero portate a Caltanissetta.
Un suo busto di Ugo Foscolo, regalato nel 1976 da Enrico Chiellini alla biblioteca Labronica di Livorno, è andato perduto insieme ad altre sue opere meno conosciute.

## Opere
| Foto | Anno      | Opera                                          | Materiale         | Note descrittive |
| ---- | --------- | ---------------------------------------------- | ----------------- | --- |
|      | 1870 1871 | L'Ora di studio                                | Marmo             | L'opera più famosa dello scultore; l'opera è alta 70 cm ha una circonferenza di base di 140 cm. Opera fu premiata dalla Accademia di belle arti di Firenze, per poi essere donata a quella scuola italiana che avesse vantato i migliori risultati sull'obbligo scolastico per l'anno accademico 1868-69; il concorso fu vinto dalla città di Trapani. Un'altra copia fu commissionata dalla città nissena per essere esposta nel costruendo teatro cittadino Regina Margherita. Infine, partecipò all'Esposizione universale di Vienna del 1873 con un'altra copia dell'opera. |
|      | 1866      | Busto di Dante                                 | Marmo             | Il busto si trova presso la Biblioteca Scarabelli di Caltanissetta. |
|      | 1863      | Mezzo-Busto di Antonello Gagini                | Gesso             | Notevole la somiglianza con lo scultore Giovanni Dupré, maestro del Frattallone, l'opera si trova presso palazzo Moncada a Caltanissetta. |
|      | 1864      | Bozzetto della statua a Antonello Gagini       | Gesso             | Si trova presso palazzo Moncada a Caltanissetta, l'opera è alta 81 cm, sul retro del gesso si trova un capitello corinzio con una statuetta di togato romano solo abbozzata. |
|      | 1867      | Progetto di fontana ottagonale                 | Gesso             | Si trova presso palazzo Moncada a Caltanissetta; costruita con 4 vasche sovrapposte e con una pianta ottagonale ed altrettanti leoni ad ornamento; l'opera in gesso si caratterizza per un gusto eclettico barocchegiante; essa rappresenta l'allegoria della preziosità dell'acqua per il benessere della natura e degli uomini. |
|      | n. d.     | Statua dell'Arcangelo Michele                  | Terracotta acroma | Si trova presso il Museo Diocesano di Caltanissetta; la pregevole fattura farebbe venir meno la tesi che si tratti di un'opera giovanile, quanto piuttosto una produzione matura del periodo Fiorentino. |
|      | 1868      | Bozza del monumento funebre a Gaetano Scovazzo | Marmo             | Il monumento in marmo con il busto del senatore Scovazzo è posto nel Pantheon dei siciliani illustri, nella chiesa di San Domenico a Palermo. - gesso preparatorio - particolare |
|      | 1861      | Monumento a Filippo Cordova                    | Marmo             | Monumento posto nell'omonima villa comunale a Caltanissetta. |
|      | n. d.     | Palazzo Barile 6 medaglioni                    | Arenaria          | Medaglioni in arenaria, del Palazzo Barile di Caltanissetta, di attribuzione incerta al Frattallone. |

| Crocifisso ligneo | San Giovanni | L'angelo custode | Mensola in marmo | Testa di San Luigi Gonzaga | Busto del Barone di Turolifi | Busto della Baronessa di Turolifi |
| ----------------- | ------------ | ---------------- | ---------------- | -------------------------- | ---------------------------- | --------------------------------- |
|                   |              |                  |                  |                            |                              |                                   |

### Opere scomparse
Della produzione del Frattalone si sono perse molte opere, di cui alcune note:
- Nudo di bambina
- Testa di angelo
- Profilo di personaggio ignoto
- Volto d'angelo
- Busto di Fra' Paolo Sarpi, 1870
- Monumento funebre del Marchese Nicolò Palmeri

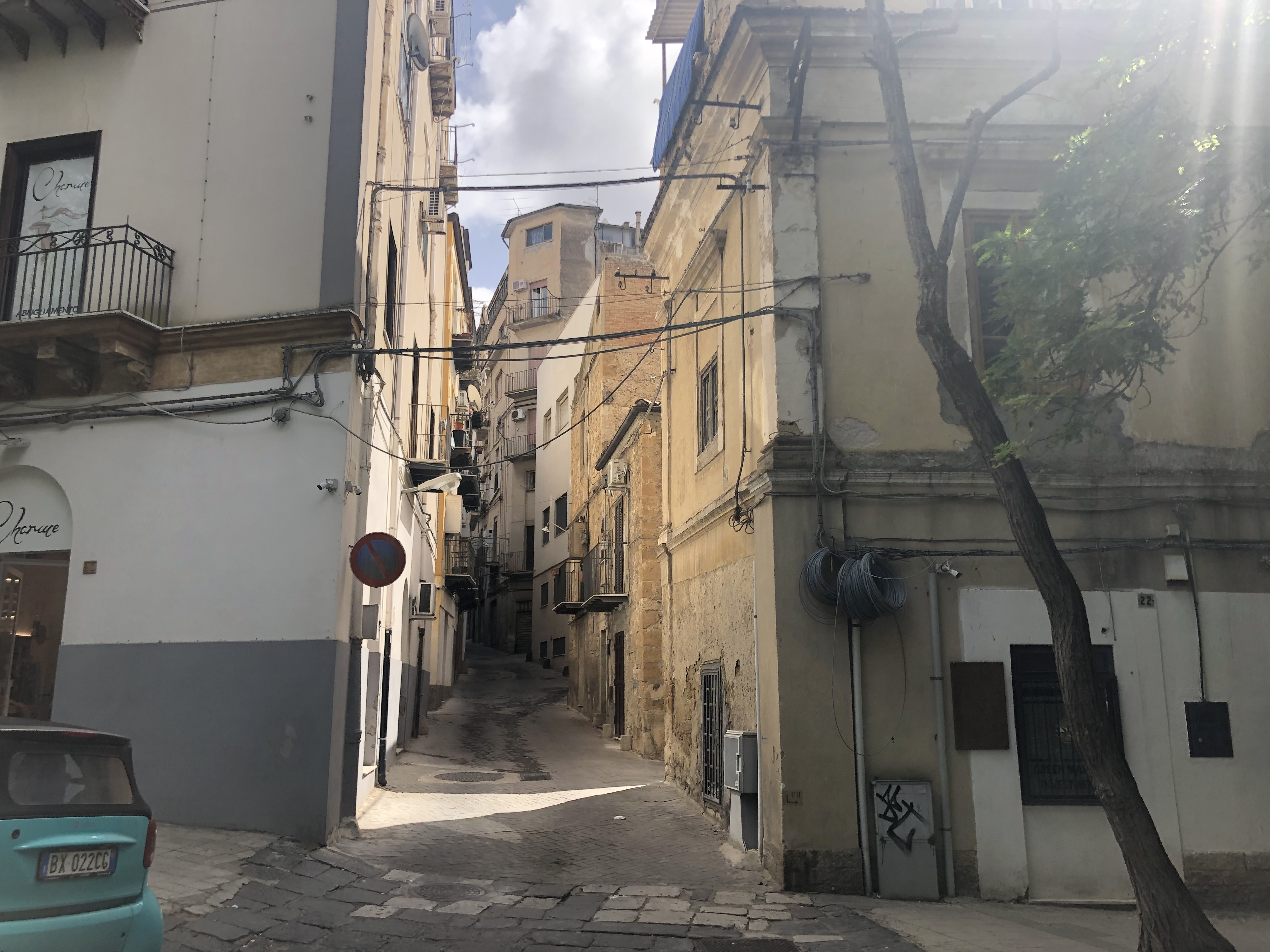
Via Frattallone, perpendicolare a via Cavour a Caltanissetta

- Busto di Ugo Foscolo, Livorno
- Busto di Gaetano Donizetti

## Riconoscimenti
La città natale ha intitolato una via del centro cittadino allo scultore, via in cui è sita la casa natale.
La targa apposta sulla casa natale dello scultore riporta una data di nascita errata; infatti, la data di nascita è riferita all'omonimo fratello dello scultore nato e poi morto prima della nascita dello stesso scultore. In realtà Frattallone ebbe due fratelli nati e morti prima della sua nascita, entrambi si chiamavano Giuseppe.
Anche a San Cataldo è stata intitolata una via allo scultore nisseno.
Nel settembre 2021, a cura del Rotary Club di Caltanissetta, è stato pubblicato un testo monografico sullo scultore nisseno, presentato insieme alla inaugurazione di una mostra monografica sullo scultore con opere provenienti da vari siti.